# Stephen Bishop (Schauspieler)

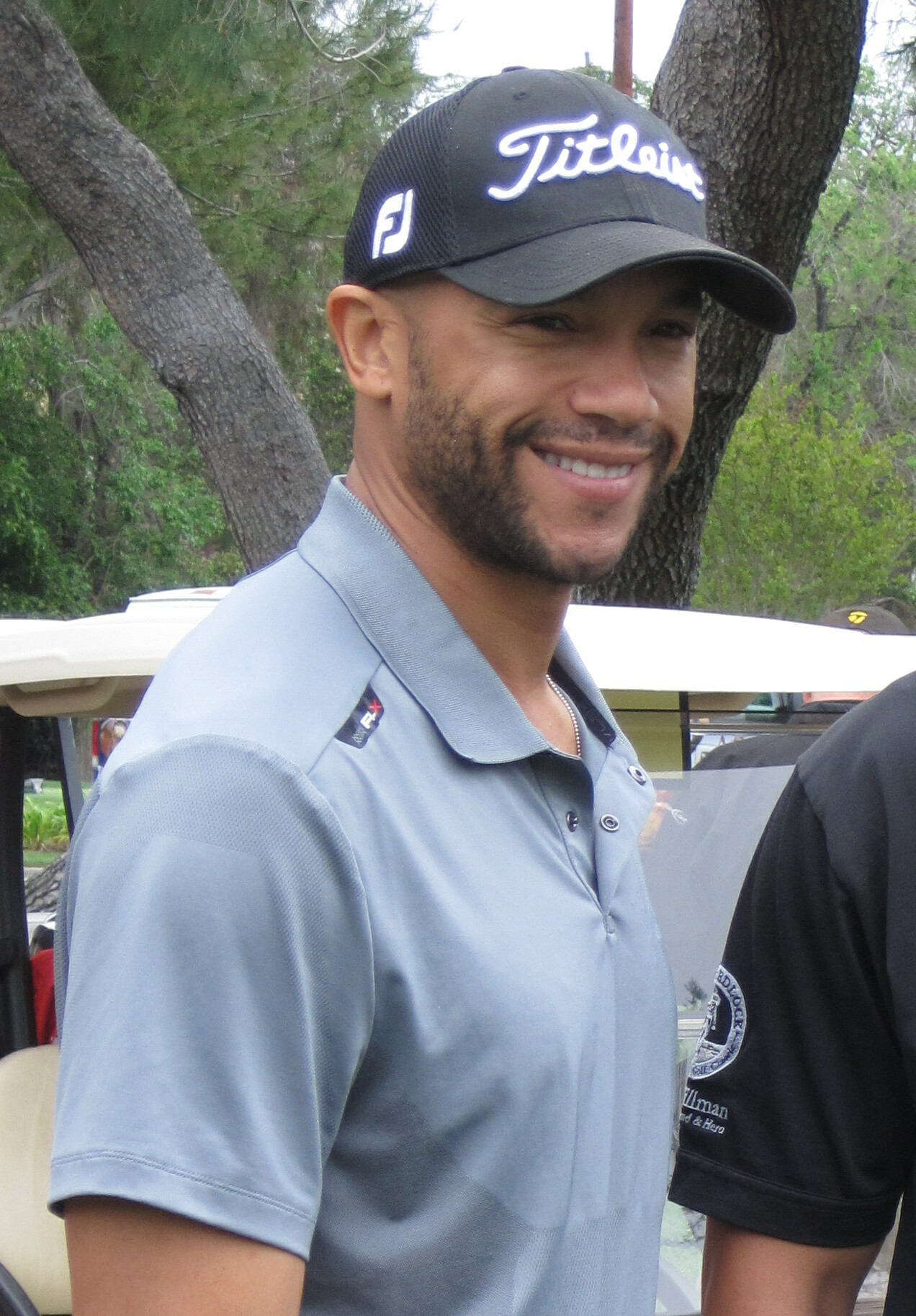
Stephen Bishopbeim Annual Hack n' Smack Celebrity Golf Tournament 2011

Stephen C. Bishop (* 14. September 1970 in Chicago, Illinois) ist ein US-amerikanischer Schauspieler und ehemaliger Baseballspieler.

## Baseballkarriere
Stephen Bishop wurde in Chicago geboren und wuchs anschließend im Norden Kaliforniens auf, wo er die Campolindo High School besuchte. Nach der Schulzeit studierte Stephen Bishop an der University of California, Berkeley und spielte nebenbei von 1991 bis 1992 für die Indian Riverside Highlanders. Nach dem Abschluss unterschrieb er einen Vertrag mit den Idaho Falls Braves, für die er 1993 in der Pioneer Baseball League auf dem Feld stand. Anschließend wechselte er zu den St. Paul Saints in die Northern League, einer weiteren Minor League im amerikanischen Ligasystem. Auch für die Sioux Falls Canaries spielte er 1994. Seine letzte Saison absolvierte er 1995 bei den High Desert Mavericks in der California League. Im Laufe seiner kurzen Karriere bekleidete er die Spielpositionen des First und des Third Baseman sowie des Outfielders.

## Schauspielkarriere
2003 übernahm Bishop im Film The Road Home seine erste Rolle vor der Kamera. Im selben Jahr war er auch im Film Welcome to the Jungle zu sehen. 2004 wirkte er im Sportdrama Friday Night Lights – Touchdown am Freitag mit. 2008 spielte er eine kleine Rolle in Hancock. Parallel zu seinen Filmauftritten trat er in den Serien Girlfriends, Friday Night Lights, The Game, Lost und Grey’s Anatomy in Gastrollen auf. 2011 spielte er die Rolle des David Justice im Sportdrama Die Kunst zu gewinnen – Moneyball. Ein Jahr später übernahm er eine kleine Rolle im Film Battleship.
Weitere Serienauftritte verbuchte er in CSI: Miami, The Mentalist, Prime Suspect, Hart of Dixie, Royal Pains und Mob City. Zwischen 2013 und 2015 spielte er als David eine wiederkehrende Rolle in der Serie Being Mary Jane. Von 2017 bis 2018 spielte er als Patrick Campbell eine der Hauptrollen der Serie Imposters. In den letzten zwei Staffeln der Krimiserie Criminal Minds trat er als Agent Andrew Mendoza, Leiter des FBI Field Office in Washington D.C., auf.

## Filmografie
- 2003: The Road Home
- 2003: Welcome to the Jungle (The Rundown)
- 2004: Girlfriends (Fernsehserie, 2 Episoden)
- 2004: Friday Night Lights – Touchdown am Freitag (Friday Night Lights)
- 2006: Americanese
- 2006: See des Grauens (Sam's Lake)
- 2006: Friday Night Lights (Fernsehserie, Episode 1x02)
- 2006: Brothers & Sisters (Fernsehserie, Episode 1x09)
- 2007: The Game (Fernsehserie, Episode 1x15)
- 2007: Lost (Fernsehserie, Episode 3x13)
- 2008: Grey’s Anatomy (Fernsehserie, 2 Episoden)
- 2008: Hancock
- 2009: CSI: Miami (Fernsehserie, Episode 8x03)
- 2010: The Town – Stadt ohne Gnade (The Town)
- 2010: The Company We Keep
- 2011: Die Kunst zu gewinnen – Moneyball (Moneyball)
- 2011: The Mentalist (Fernsehserie, Episode 4x08)
- 2011: Prime Suspect (Fernsehserie, Episode 1x11)
- 2012: Safe House
- 2012: Battleship
- 2012: Hart of Dixie (Fernsehserie, Episode 2x04)
- 2013: Royal Pains (Fernsehserie, Episode 5x03)
- 2013: Mob City (Lost Angels, Fernsehserie, Episode 1x04)
- 2013–2015: Being Mary Jane (Fernsehserie, 15 Episoden)
- 2014: Miss Meadows – Rache ist süß (Miss Meadows)
- 2016: Grandma's House
- 2017: Til Death Do Us Part
- 2017–2018: Imposters (Fernsehserie, 18 Episoden)
- 2018: Greenleaf (Fernsehserie, Episode 3x10)
- 2018–2020: Criminal Minds (Fernsehserie, 4 Episoden)
- 2019: The Trap
- 2019: Keys to the City
- 2019: SEAL Team (Fernsehserie, Episode 3x07)
- 2020: Fatal Affair
- 2020: Marvel’s Agents of S.H.I.E.L.D. (Fernsehserie, 2 Episoden)
- 2021: Run the World (Fernsehserie, 8 Episoden)
- 2022: The Terminal List – Die Abschussliste (The Terminal List, Fernsehserie, 3 Episoden)
- 2022: The Equalizer (Fernsehserie, 2 Episoden)